# 穆怀虎
穆怀虎（1950年—），男，回族，北京人，中国影视和话剧演员，总政话剧团一级演员。代表作有《华西村的故事》等。